# گورستان اوغری تپه
گورستان اوغری تپه مربوط به هزاره اول قبل از میلاد است و در شهرستان نمین، بخش مرکزی، روستای سلوط واقع شده و این اثر در تاریخ ۱۴ مرداد ۱۳۸۲ با شمارهٔ ثبت ۹۴۵۶ به‌عنوان یکی از آثار ملی ایران به ثبت رسیده است.